# Kulturåret 1778

## Händelser
- 18 december - på Operahuset (Bollhuset) i Stockholm uppträder "det nyligen från S:t Petersburg ankomna Gemenasiska sällskapet" under ledning av Paul German, bland annat med dans på lina.[1] Sällskapet var senare verksamt i Göteborg.

## Födda
- 9 januari - Carl Isak Rylander (död 1810), svensk miniatyrmålare.
- 6 februari - Ugo Foscolo (död 1827), italiensk författare.
- 30 april - Arvid David Hummel (död 1836), svensk-finländsk tjänsteman och författare.
- 9 september - Clemens Brentano (död 1842), tysk författare.
- 5 oktober - Karl Müller (död efter 1831), tysk litograf.
- 11 november - Maria Deland (död 1845), svensk skådespelerska.
- 15 november - Carolina Kuhlman (död 1866), svensk skådespelare.
- 22 november - Carl Peter Hagberg (död 1841), svensk präst, professor och ledamot av Svenska Akademien.
- okänt datum - Georg Stolpe (död 1852), svensk psalmdiktare.
- okänt datum - Wilhelmina Krafft (död 1829), svensk konstnär.

## Avlidna
- 10 januari - Carl von Linné (född 1707), svensk botaniker.
- 30 maj - Voltaire (född 1694), fransk författare, deist och upplysningsfilosof.
- 11 augusti - Augustus Montague Toplady  (född 1740), engelsk psalmdiktare.
- okänt datum - Johan Ullberg (född 1708), svensk skulptör.
- okänt datum - Jacob Wallenberg (född 1746), svensk författare, kåsör och poet.